# Szabadság tér
Szabadság tér (en français : « place de la Liberté ») est une place de Budapest, située dans le quartier de Lipótváros (5e arrondissement), à proximité de Kossuth Lajos tér. On y trouve notamment le Mémorial soviétique et l'ancien Palais de la Bourse.

## Histoire
La place de la liberté, l'une des plus vastes de Budapest, fut aménagée après la démolition en 1886 du Nouveau bâtiment, immense caserne qui dominait la partie sud de Lipótváros (« Ville de Léopold »). Les troupes autrichiennes s'en servaient comme prison et c'est là que fut exécuté le 6 octobre 1849 le comte Lajos Batthyány, chef du premier gouvernement indépendant de Hongrie. Une flamme éternelle brûle depuis 1926, au coin de Báthory utca et Hold utca, en l'honneur de tous ceux qui périrent au cours du soulèvement.

## Principaux bâtiments bordant la place
Deux bâtiments de l'architecte hongrois Ignác Alpár, datant de 1905, se font face de part et d'autre de la place. L'un montre l'influence de la Sécession, l'ancienne bourse devenue siège de la télévision hongroise (Magyar Televízió), l'autre la Banque nationale hongroise (Magyar Nemzeti Bank) reste plus marqué par le courant éclectique.
Après 1991, le conseil municipal de Budapest décida de réunir au Memento Park les principaux monuments de l'ère communiste installés dans divers lieux de la capitale. Cependant le mémorial soviétique, situé à l'angle nord de la place de la Liberté, rend toujours hommage aux soldats russes tombés pendant le siège de Budapest en 1944-1945. Cet obélisque fut dessiné par Károly Antal.
Au numéro 12 de la place se trouve l'ambassade des États-Unis. Dessinée par Aladár Kálmán et Gyula Ullmann, et bâtie entre 1899 et 1901, cet immeuble possède une façade décorée de motifs typiques de la Sécession. Près de l'entrée se trouve une plaque à l'effigie du cardinal József Mindszenty, primat catholique qui prit part au mouvement d'opposants au régime fasciste hongrois puis au pouvoir communiste.

### Le monument aux victimes de l'occupation allemande

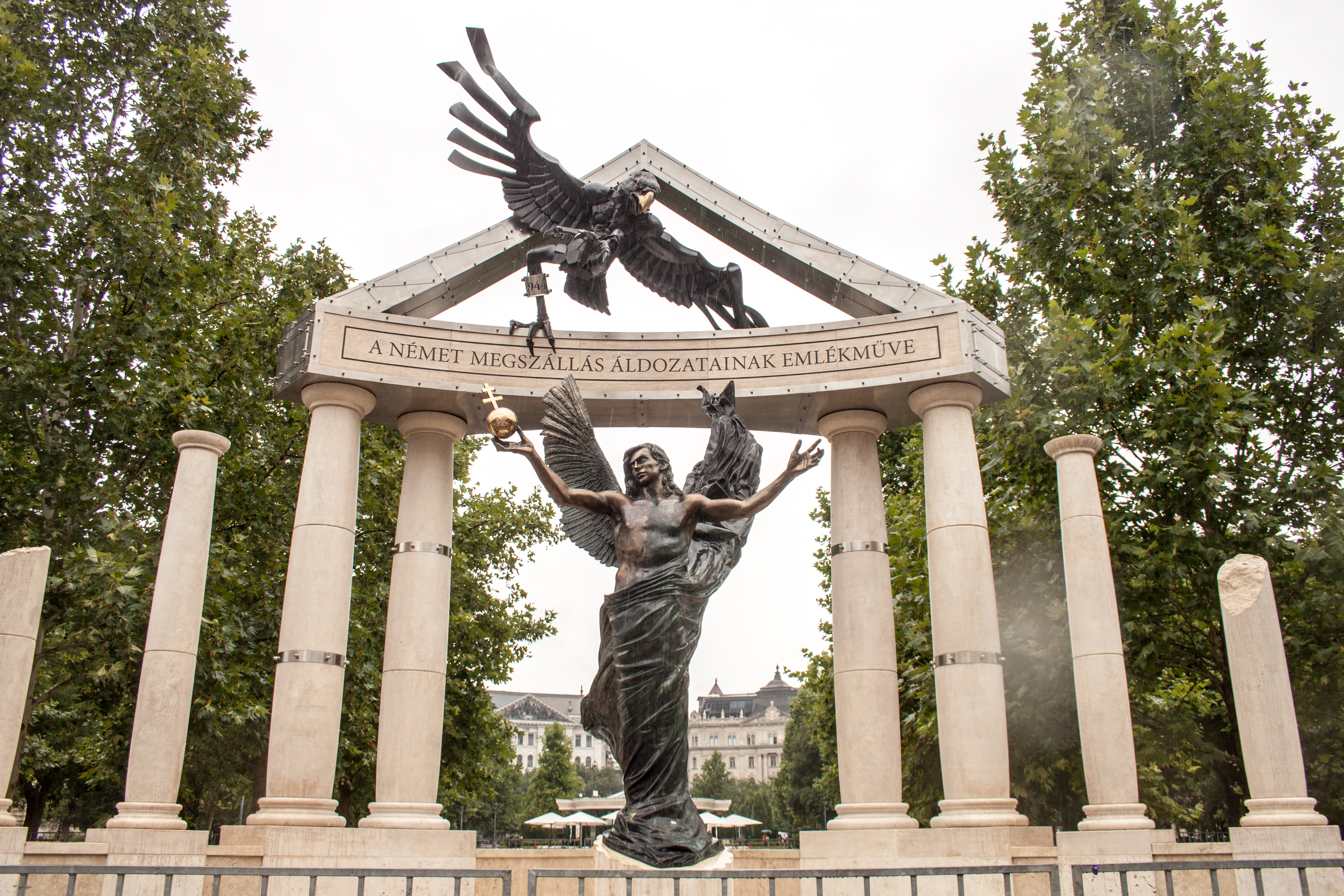
Le monument aux victimes de l'occupation allemande (2014)

Le monument érigé sur la place en juillet 2014 représente l'archange Gabriel tenant l'orbe royal hongrois, attaqué par l'aigle allemand dont la patte indique la date de 1944 sur un anneau. Cette présentation de la Hongrie comme victime de l'occupation nazie de mars 1944, malgré la participation active de la gendarmerie hongroise à la déportation des Juifs de mars à juillet 1944, est conforme au préambule de la constitution hongroise de 2012 (Alaptörvény « Loi fondamentale ») selon lequel la « constitution historique » (történeti alkotmány) et l'autonomie de l'État ont été suspendues de mars 1944 à mai 1990, mais est très critiquée en Hongrie par l'opposition de gauche et a suscité protestations et manifestations avant même l'installation du monument,,.

## Images

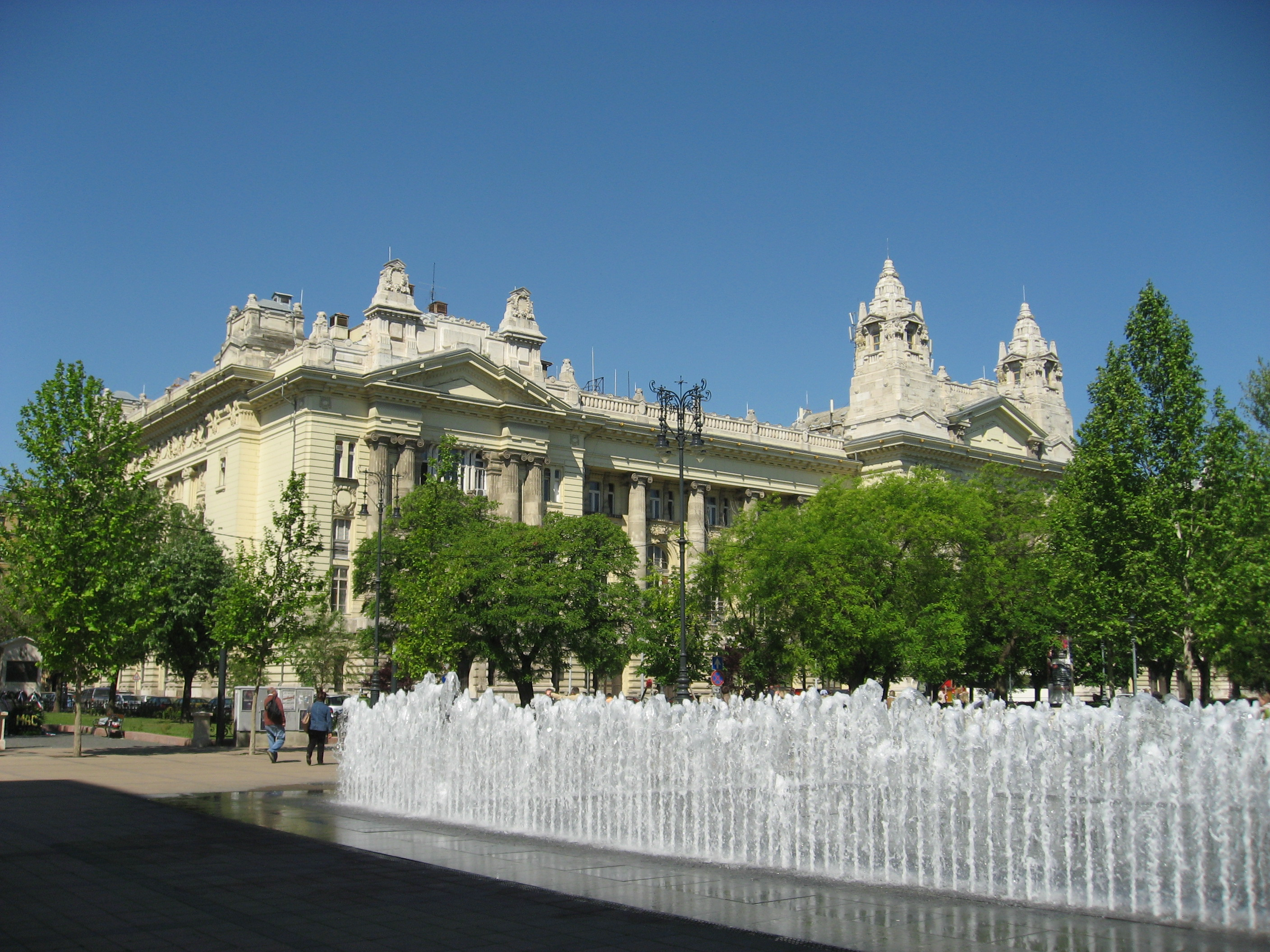
Ancien Palais de la Bourse
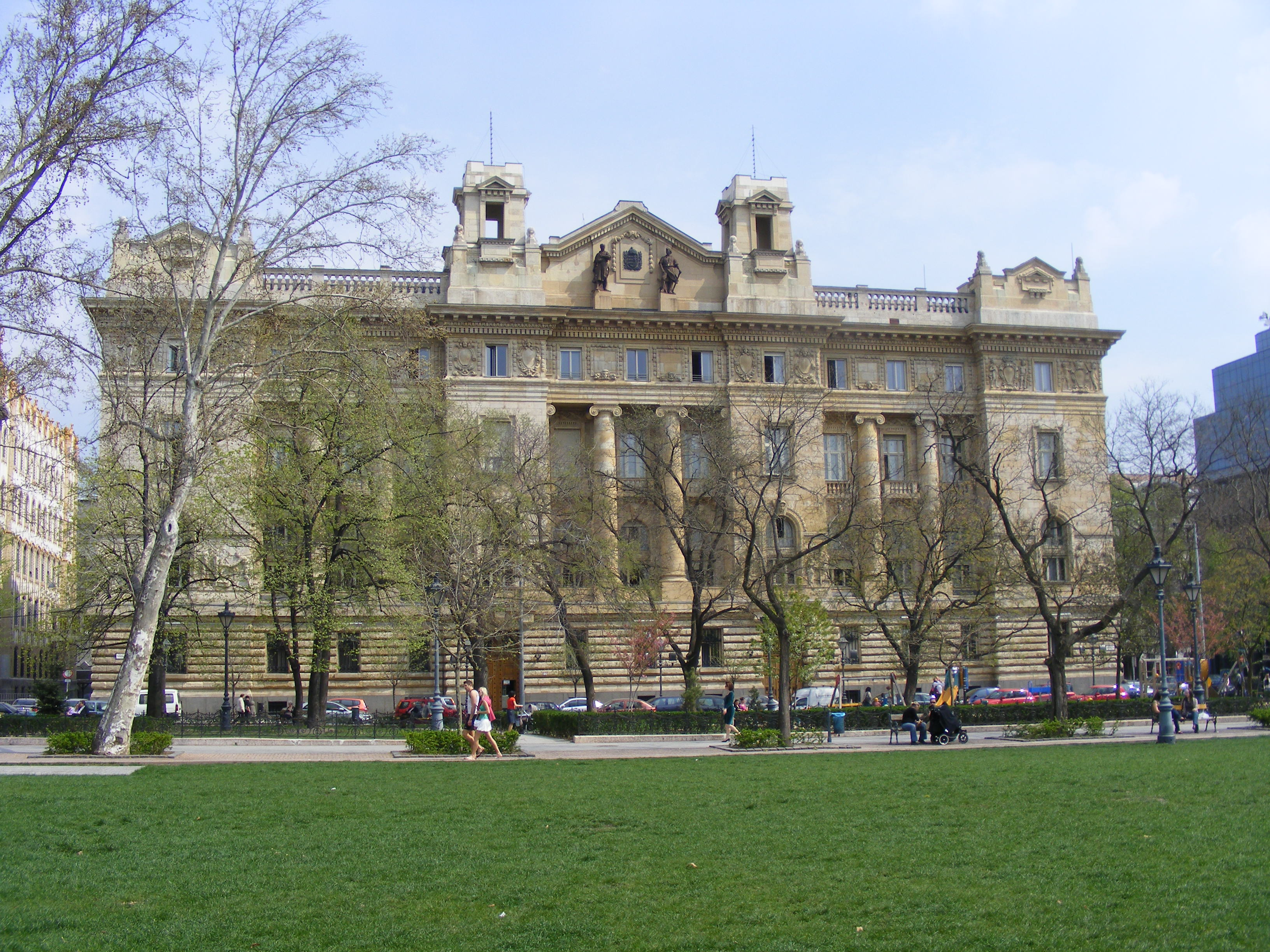
Banque nationale hongroise
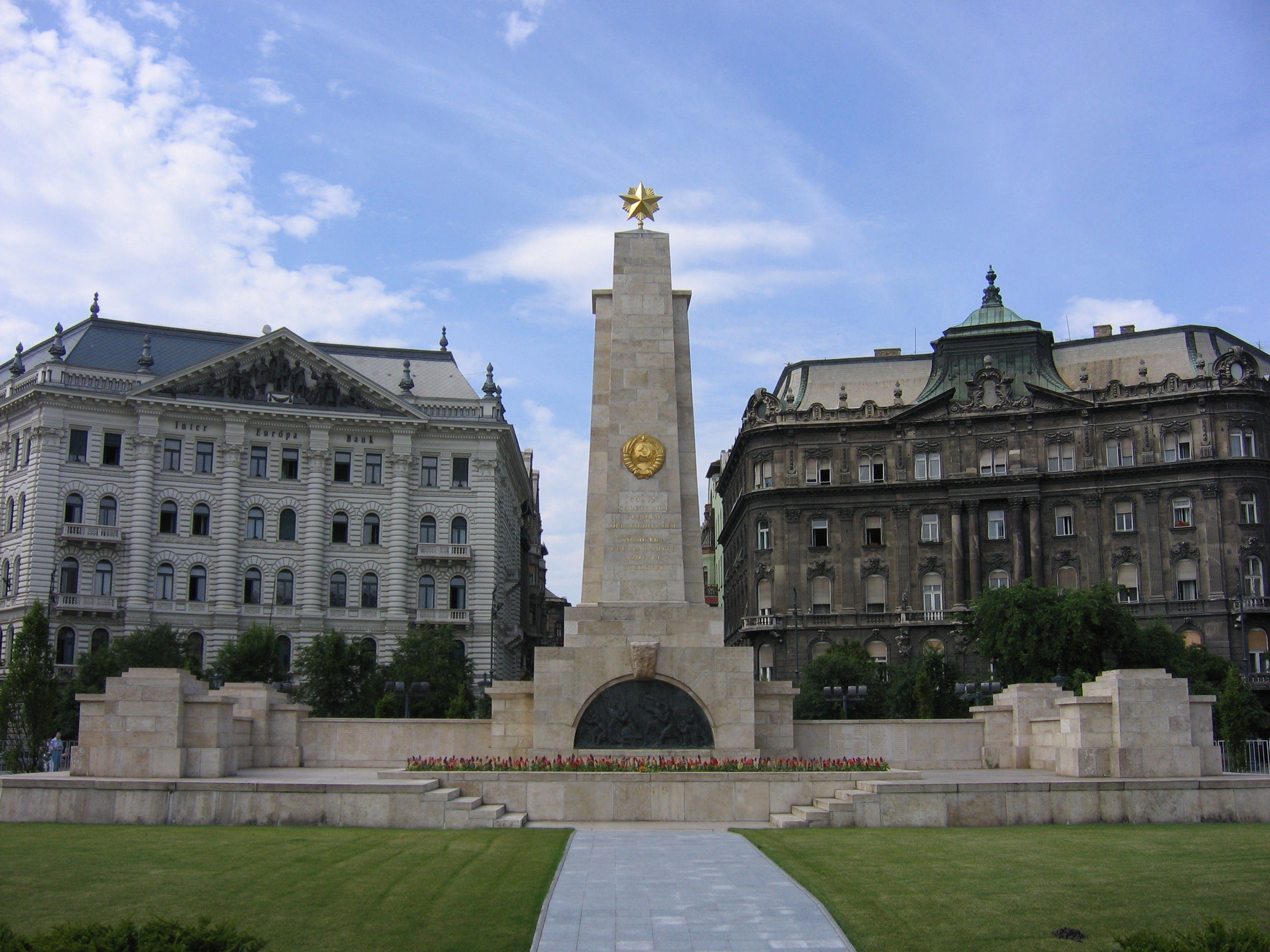
Mémorial soviétique. En arrière-plan à gauche, le bâtiment de la banque CIB. À droite, le palais Dungyerszky
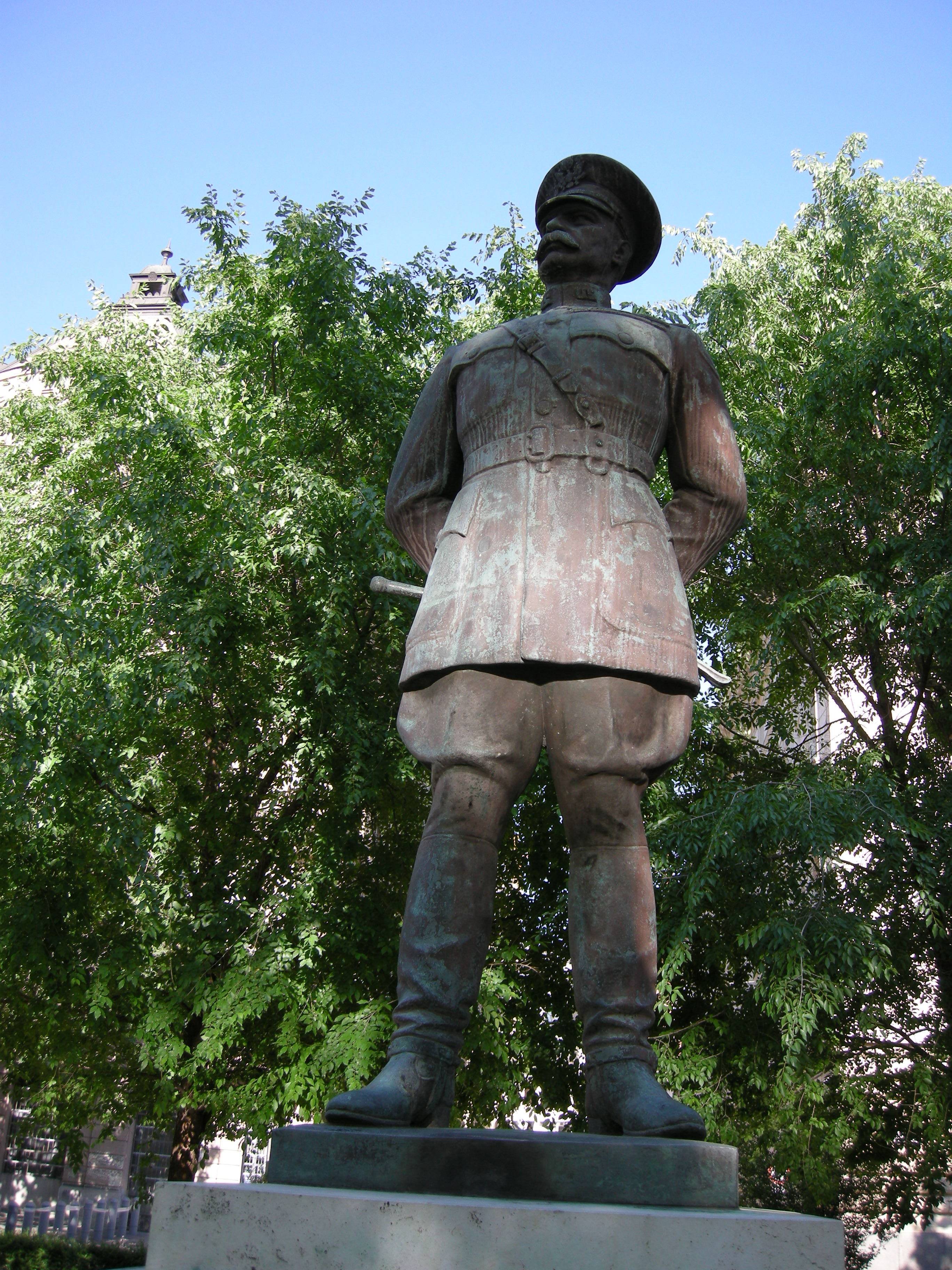
Statue de Miklós Ligeti représentant le général américain Harry Hill Bandholtz